# Cochem

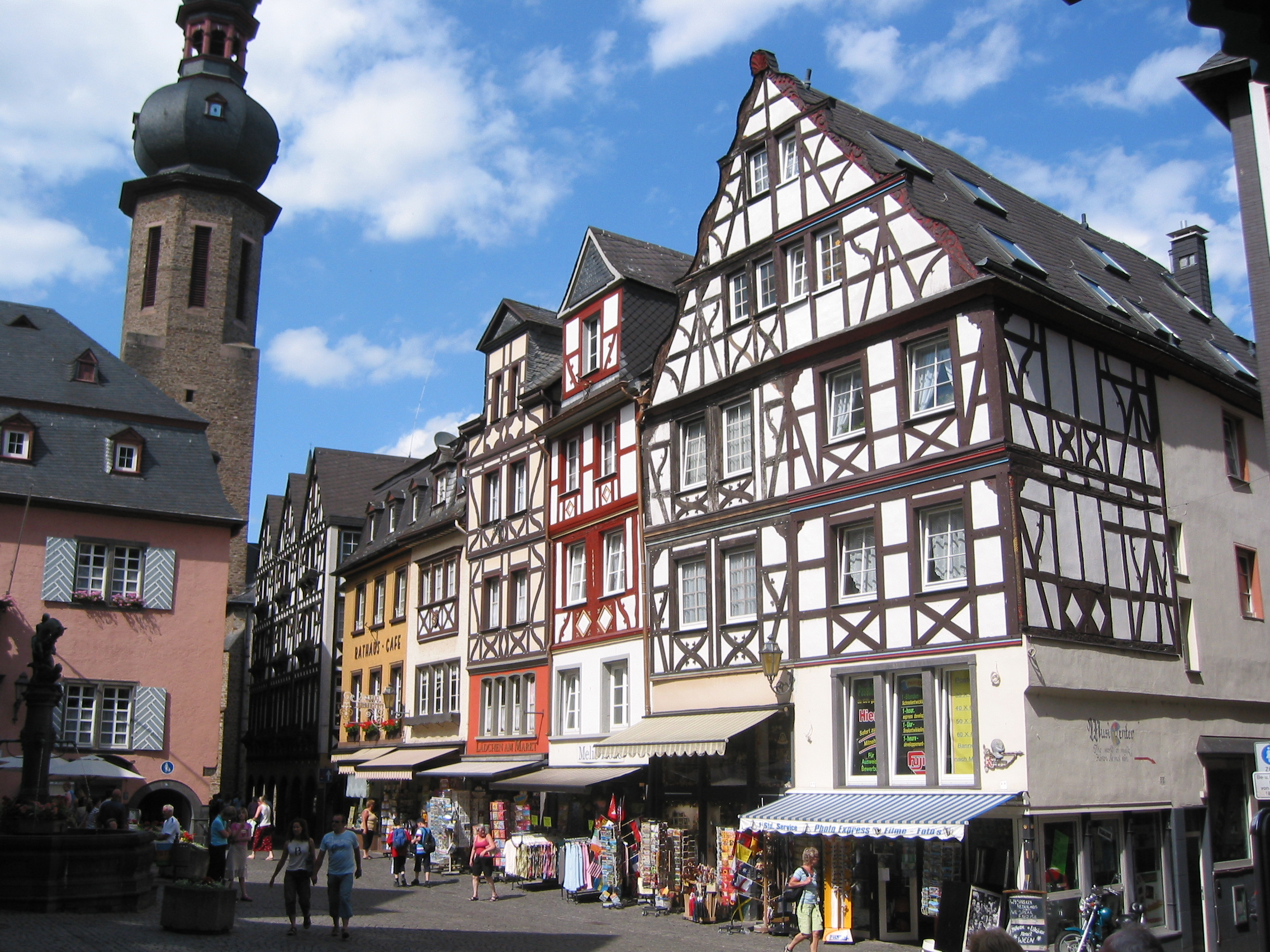
Cochem în anul 1900

Cochem este un oraș în Germania, landul Renania-Palatinat, pe cursul râului Mosel. Orașul are o populație de 5.000 locuitori și este o destinație turistică.
1. ↑   https://cochem.de/, accesat în 10 martie 2025 Lipsește sau este vid: |title= (ajutor)
2. ↑  Alle politisch selbständigen Gemeinden mit ausgewählten Merkmalen am 31.12.2018 (4. Quartal) (în germană), Statistisches Bundesamt[*], arhivat din original la 10 martie 2019, accesat în 10 martie 2019